# Oreodera costaricensis
Oreodera costaricensis är en skalbaggsart som beskrevs av Thomson 1865. Oreodera costaricensis ingår i släktet Oreodera och familjen långhorningar.
Artens utbredningsområde är:
- Costa Rica.
- El Salvador.
- Nicaragua.
- Panama.

Inga underarter finns listade i Catalogue of Life.